# Timeless: Live in Concert
Timeless: Live in Concert é um álbum ao vivo da cantora estadunidense Barbra Streisand, em 19 de setembro de 2000, lançado sob o selo Columbia Records.
O show, intitulado Timeless, apresentou uma retrospectiva de sua vida e carreira. Entre as canções, Streisand compartilhou memórias de seus primeiros dias tocando em pequenos clubes em Greenwich Village, cantando com a orquestra de Benny Goodman e fazendo duetos com Judy Garland e Barry Gibb do Bee Gees. Ela apresentou um set de 28 canções, incluindo muitos números notáveis como "There's a Place for Us", "Send in the Clowns", "Don't Rain on My Parade" da peça da Broadway Funny Girl, fechando com sua canção assinatura, "People". Os ingressos custaram entre $125  e $2,500 dólares.
O álbum duplo inclui momentos dos shows de Streisand na véspera de Ano-Novo de 1999, e no dia de Ano Novo de 2000, na MGM Grand Garden Arena, na Las Vegas Strip, que fizeram parte de sua turnê Timeless.
O showo é montado como uma peça em dois atos e ainda tem uma entrada de dois minutos com o maestro Marvin Hamlisch, que está presente durante a apresentação. Ela abre com uma dramatização de sua primeira sessão de gravação amadora, na qual Lauren Frost desempenha um papel descrito nos créditos como "Young Girl", embora Streisand mais tarde se refira a ela como "meu eu garotinha" e "mini eu". O resto do primeiro ato traça a carreira de Streisand desde seus dias de clube até a Broadway e suas performances no cinema. O segundo ato começa com vários duetos, seguido por diálogos e músicas reminiscentes e otimistas, graças ao pano de fundo do feriado de Ano Novo. À medida que se aproxima a meia-noite, Barbra é acompanhada no palco pelo marido, James Brolin. Muito do diálogo ocorre como pequenas cenas ou esquetes sobre o tempo e a atemporalidade.
O encarte do CD de 24 páginas inclui fotografias, retratos e tomadas de concertos, bem como um relato do ensaio geral escrito pelo produtor, Jay Landers.
A Barnes & Noble ofereceu um single bônus na compra do CD que incluia a canção "Come Rain Or Come Shine" gravada durante uma das apresentações na Austrália.
Comercialmente, estreou em vigésimo primeiro lugar na Billboard 200 e permaneceu na parada por quinze semanas consecutivas. Em 20 de outubro de 2000, recebeu os certificados de disco ouro e de platina da Recording Industry Association of America. De acordo com a Nielsen Soundscan, as vendas atingiram mais de 477.000 cópias em 2007.

## Lista de faixas
Créditos adaptados do site AllMusic.
| Disc One - Act One |                                                                                        |                                                         |         |  |
| N.º                | Título                                                                                 | Compositor(es)                                          | Duração |  |
| 1.                 | "Opening/You'll Never Know" (participação de Lauren Frost, Alec Ledd, e Randee Heller) | Harry Warren, Mack Gordon                               | 2:31    |  |
| 2.                 | "Something's Coming" (participação de Lauren Frost)                                    | Leonard Bernstein, Stephen Sondheim                     | 3:41    |  |
| 3.                 | "The Way We Were"                                                                      | Marvin Hamlisch, Alan Bergman, Marilyn Bergman          | 4:18    |  |
| 4.                 | "Shirley MacLaine Y1K" (dialogue) – 4:41"                                              |                                                         |         |  |
| 5.                 | "Cry Me a River"                                                                       | Arthur Hamilton                                         | 3:14    |  |
| 6.                 | "Lover, Come Back To Me"                                                               | Oscar Hammerstein II, Sigmund Romberg                   | 2:54    |  |
| 7.                 | "A Sleepin' Bee"                                                                       | Harold Arlen, Truman Capote                             | 3:43    |  |
| 8.                 | "Miss Marmelstein"                                                                     | Harold Rome                                             | 2:27    |  |
| 9.                 | "I'm the Greatest Star/Second Hand Rose/Don't Rain on My Parade"                       | Jule Styne, Bob Merrill / Grant Clarke, Frank Hanly     | 5:21    |  |
| 10.                | "Something Wonderful / Being Alive"                                                    | Rodgers and Hammerstein / Sondheim                      | 4:35    |  |
| 11.                | "As Time Goes By"/ "Speak Low"                                                         | Herman Hupfeld / Kurt Weill, Ogden Nash                 | 2:10    |  |
| 12.                | "Alfie"                                                                                | Burt Bacharach, Hal David                               | 4:02    |  |
| 13.                | "Evergreen"                                                                            | Streisand, Paul Williams                                | 4:04    |  |
| 14.                | "Dialogue" (Father, Part #1)                                                           |                                                         | 1:18    |  |
| 15.                | "Papa, Can You Hear Me?/ You'll Never Know" (com Lauren Frost)                         | Michel Legrand, A. Bergman, M. Bergman / Warren, Gordon | 3:20    |  |
| 16.                | "A Piece of Sky" (com Lauren Frost)                                                    | Legrand, A. Bergman, M. Bergman                         | 3:13    |  |

| Disc Two - Act Two | | |         |  |
| N.º                | Título | Compositor(es) | Duração |  |
| 1.                 | "Entr'acte" | Hamlisch | 2:21    |  |
| 2.                 | "Putting It Together" | Sondheim | 3:35    |  |
| 3.                 | "On A Clear Day (You Can See Forever)" | Alan Jay Lerner, Burton Lane | 2:27    |  |
| 4.                 | "Send in the Clowns" (Sondheim) – 3:06" | |         |  |
| 5.                 | "Happy Days Are Here Again/ Get Happy" (com Judy Garland)/"Guilty" (com Barry Gibb)/"I Finally Found Someone" (com Bryan Adams)/"Tell Him" (com Celine Dion)/"You Don't Bring Me Flowers" (com Neil Diamond)" | Milton Ager, Jack Yellen / Arlen, Ted Koehler / B. Gibb, Maurice Gibb, Robin Gibb / Adams, Hamlisch, Robert Lange / Linda Thompson, Walter Afanasieff, David Foster / Diamond, A. Bergman, M. Bergman | 2:07    |  |
| 6.                 | "Sing / I've Got a Crush on You" (com Jason Gould / com Frank Sinatra) | Joe Raposo / George Gershwin, Ira Gershwin | 3:22    |  |
| 7.                 | "Technology" (Dialogue) | | 2:03    |  |
| 8.                 | "The Clicker Blue" | Hamlisch, A. Bergman, M. Bergman | 0:58    |  |
| 9.                 | "Simple Pleasures" | Hamlisch, A. Bergman, M. Bergman | 3:02    |  |
| 10.                | "The Main Event/Fight" | Paul Jabara, Bruce Roberts / Jabara, Bob Esty | 4:07    |  |
| 11.                | "Dialogue" (Father, Part #2) | | 1:35    |  |
| 12.                | "I've Dreamed of You" | Rolf Løvland, Ann Hampton Callaway | 3:24    |  |
| 13.                | "At the Same Time" | Callaway | 4:53    |  |
| 14.                | "Auld Lang Syne" (Ballad) | Robert Burns | 1:49    |  |
| 15.                | "Dialogue" (Barbra e Brother Time) | | 0:51    |  |
| 16.                | "People" | Styne, Merrill | 3:46    |  |
| 17.                | "New Year's Eve/Auld Lang Syne" (Celebration) | | 6:00    |  |
| 18.                | "Everytime You Hear Auld Lang Syne" (Barbra/Audience) | Hamlisch, A. Bergman, M. Bergman | 4:22    |  |
| 19.                | "Happy Days Are Here Again" | Ager, Yellen | 3:33    |  |
| 20.                | "Don't Like Goodbyes" | Arlen, Capote | 1:42    |  |
| 21.                | "I Believe / Somewhere" (com Lauren Frost) | Ervin Drake, Irvin Graham, Jimmy Shirl, Al Stillman / Bernstein, Sondheim | 8:42    |  |

## Tabelas

### Tabelas semanais
| Tabela musical (2000)          | Melhor posição |
| ------------------------------ | -------------- |
| Australian Albums Chart        | 66             |
| Reino Unido (UK Albums Chart)  | 54             |
| Estados Unidos (Billboard 200) | 21             |

## Certificações e vendas
| País                            | Certificação | Vendas  |
| ------------------------------- | ------------ | ------- |
| Austrália (ARIA) (DVD)          | Platina      | 15,000  |
| Estados Unidos (RIAA)           | Platina      | 500,000 |
| Estados Unidos (RIAA) (VHS/DVD) | Platina      | 100,000 |